# Megastylus semiluteus
Megastylus semiluteus là một loài tò vò trong họ Ichneumonidae.